# Typhlamphiascus lamellifer
Typhlamphiascus lamellifer är en kräftdjursart som först beskrevs av Georg Ossian Sars 1911.  Typhlamphiascus lamellifer ingår i släktet Typhlamphiascus och familjen Diosaccidae.

## Underarter
Arten delas in i följande underarter:
- T. l. capensis
- T. l. lamellifer